# 6 juin 1944
Le mardi 6 juin 1944 est le 158e jour de l'année 1944.

## Événements
- Débarquement de Normandie. L’opération Overlord est lancée par les Alliés, pour envahir la Normandie (D Day). 176 000 hommes débarquent sur les côtes normandes[1].

## Naissances
- Monty Alexander, pianiste de jazz jamaïcain, membre du groupe Clue J & His Blues Blasters (en).
- Edgar Froese, claviériste et auteur-compositeur allemand, pionnier de la musique électronique, fondateur du groupe Tangerine Dream († 20 janvier 2015).
- Phillip Allen Sharp, généticien et biologiste américain, prix Nobel de physiologie ou médecine 1993.
- Tommie Smith, athlète américain.

## Décès
- Louis Valmont Roy, militaire acadien de la Seconde Guerre mondiale (29 décembre 1922).